# ویلیام استندلی
ویلیام استندلی (انگلیسی: William Harrison Standley; ۱۸ دسامبر ۱۸۷۲ – ۲۵ اکتبر ۱۹۶۳) دیپلمات و ادمیرال نیروی دریایی ایالات متحده آمریکا بود، که در فاصله سال‌های ۱۹۳۳ تا ۱۹۳۷ به‌عنوان ششمین فرمانده عملیات نیروی دریایی آمریکا فعالیت می‌کرد و از ۱۹۴۲ تا ۱۹۴۳ سفیر ایالات متحده آمریکا در اتحاد جماهیر شوروی بود.
استندلی فعالیت نظامی را از سال ۱۸۹۵ در نیروی دریایی آمریکا آغاز کرد، از ۱۹۱۹ تا ۱۹۲۰ فرماندهی نبردناو یواس‌اس ویرجینیا را برعهده داشت، از ۱۹۲۶ تا ۱۹۲۷ فرمانده یواس‌اس کالیفرنیا بود، از ۱۹۳۰ تا ۱۹۳۲ به‌عنوان فرمانده ناوگان ایالات متحده فعالیت می‌کرد. 
وی در جنگ آمریکا و اسپانیا، جنگ فیلیپین و آمریکا، جنگ جهانی اول و جنگ جهانی دوم حضور داشت و در سال ۱۹۴۵ پس از ۴۵ سال خدمت از نیروهای مسلح آمریکا بازنشسته شد.